# Казория, Джузеппе
Джузеппе Казория (итал. Giuseppe Casoria; 1 октября 1908, Ачерра, королевство Италия — 8 февраля 2001, Рим, Италия) — итальянский куриальный кардинал и ватиканский сановник. Титулярный архиепископ Весковьо с 6 января 1972 по 2 февраля 1983. Секретарь Священной Конгрегации дисциплины таинств с 1969 по 2 февраля 1973. Секретарь Священной Конгрегации по Канонизации Святых с 2 февраля 1973 по 24 августа 1981. Про-префект Священной Конгрегации дисциплины таинств с 24 августа 1981 по 3 февраля 1983. Префект Священной Конгрегации дисциплины таинств с 3 февраля 1983 по 8 апреля 1984. Кардинал-дьякон с титулярной диаконией Сан-Джузеппе-ин-виа-Трионфале со 2 февраля 1983 по 5 апреля 1993. Кардинал-священник pro hac vice с титулом церкви Сан-Джузеппе-ин-виа-Трионфале с 5 апреля 1993.